# Zaugao
Zaugao este un sat din municipiul Podgorica, Muntenegru. Conform datelor de la recensământul din 2003, localitatea are 17 locuitori (la recensământul din 1991 erau 43 de locuitori).

## Demografie
În satul Zaugao locuiesc 17 persoane adulte, iar vârsta medie a populației este de 66,9 de ani (71,2 la bărbați și 65,7 la femei). În localitate sunt 8 gospodării, iar numărul mediu de membri în gospodărie este de 2,13.
Populația localității este foarte eterogenă.
|  |

| Demografie | Demografie | Demografie |
| An         | Locuitori  | Locuitori  |
| ---------- | ---------- | ---------- |
|            |            |            |
|            |            |            |
|            |            |            |
|            |            |            |
| 1948       | 237        |            |
| 1953       | 235        |            |
| 1961       | 165        |            |
| 1971       | 121        |            |
| 1981       | 63         |            |
| 1991       | 43         | 43         |
| 2003       | 17         | 17         |

| \| \| \| \| \| \| \| Muntenegreni \| Muntenegreni \| \| 9 \| 52,94% \| \| Sârbi \| Sârbi \| \| 6 \| 35,29% \| \| necunoscută \| necunoscută \| \| 2 \| 11,76% \| |              |  |   |        |
| |              |  |   |        |
| Muntenegreni | Muntenegreni |  | 9 | 52,94% |
| Sârbi | Sârbi        |  | 6 | 35,29% |
| necunoscută | necunoscută  |  | 2 | 11,76% |